# Coppa del Mondo di tuffi 2012
La Coppa del Mondo di tuffi 2012 (ufficialmente 2012 FINA Diving World Cup) è stata la XVIII edizione della competizione sportiva internazionale di tuffi organizzata dalla Federazione internazionale del nuoto (FINA). Si è disputata dal 20 al 26 febbraio 2012 al London Aquatics Centre di Londra nel Regno Unito. Alla competizione hanno partecipato 234 atleti, di cui 109 donne e 125 uomini, in rappresentanza di quarantuno distinti Paesi.
I risultati della competizione sono valsi per le qualificazioni ai Giochi olimpici estivi di Londra 2012.

## Paesi partecipanti
Tra parentesi, il numero di atleti partecipanti divisi per genere maschi e femmine.
 Azerbaigian (0/1)

 Australia (6/3)

 Brasile (2/3)

 Cina (6/8)

 Germania (7/5)

 Finlandia (2/1)

 Francia (3/2)

 Georgia (0/2)

 Grecia (0/3)

 Gran Bretagna (7/6)

 Hong Kong (1/1)

 India (0/2)

 Iran (0/1)

 Italia (4/7)

 Giappone (4/4)

 Canada (5/5)

 Kazakistan (3/1)

 Colombia (0/4)

 Croazia (2/4)

 Cuba (1/3)

 Lituania (0/2)

 Malaysia (5/6)

 Messico (6/5)

 Paesi Bassi (2/2)

 Corea del Nord (2/2)

 Norvegia (0/4)

 Austria (2/2)

 Polonia (0/1)

 Porto Rico (2/1)

 Romania (3/0)

 Russia (7/5)

 Svizzera (0/2)

 Svezia (1/3)

 Serbia (1/0)

 Spagna (2/1)

 Corea del Sud (2/4)

 Ucraina (6/6)

 Ungheria (4/1)

 Stati Uniti (8/6)

 Venezuela (3/4)

 Bielorussia (0/2)

## Podi

### Uomini
| Evento                     | Oro                         | Perform. | Argento                                | Perform. | Bronzo                                   | Perform. |
| Tuffi individuali          |                             |          |                                        |          |                                          |          |
| Trampolino 3m (dettagli)   | He Chong                    | 553,35   | Qin Kai                                | 524,00   | Alexandre Despatie                       | 511.95   |
| Piattaforma 10m (dettagli) | Qiu Bo                      | 574,90   | Viktor Minibaev                        | 523,60   | Peter Waterfield                         | 510,35   |
| Tuffi sincronizzati        |                             |          |                                        |          |                                          |          |
| Trampolino 3m (dettagli)   | Cina Qin Kai Luo Yutong     | 445,71   | Russia Evgenij Kuznecov Il'ja Zacharov | 439,83   | Malaysia Bryan Nickson Lomas Huang Qiang | 432,09   |
| Piattaforma 10m (dettagli) | Cina Cao Yuan Zhang Yanquan | 481,29   | Messico Iván García Germán Sánchez     | 460,17   | Germania Sascha Klein Patrick Hausding   | 457,41   |

### Donne
| Evento                     | Oro                       | Perform. | Argento                                 | Perform. | Bronzo                                  | Perform. |
| Tuffi individuali          |                           |          |                                         |          |                                         |          |
| Trampolino 3m (dettagli)   | Wu Minxia                 | 368,95   | He Zi                                   | 365,40   | Tania Cagnotto                          | 345,75   |
| Piattaforma 10m (dettagli) | Chen Ruolin               | 405,25   | Hu Yadan                                | 397,10   | Julija Koltunova                        | 350,25   |
| Tuffi sincronizzati        |                           |          |                                         |          |                                         |          |
| Trampolino 3m (dettagli)   | Cina He Zi Wu Minxia      | 345,30   | Canada Jennifer Abel Émilie Heymans     | 321,90   | Italia Tania Cagnotto Francesca Dallapé | 317,40   |
| Piattaforma 10m (dettagli) | Cina Chen Ruolin Wang Hao | 359,58   | Canada Meaghan Benfeito Roseline Filion | 331,65   | Gran Bretagna Sarah Barrow Tonia Couch  | 314,40   |

## Medagliere
| Posizione | Paese         | Oro | Argento | Bronzo | Totale |
| --------- | ------------- | --- | ------- | ------ | ------ |
| 1         | Cina          | 8   | 3       | 0      | 13     |
| 2         | Russia        | 0   | 2       | 1      | 3      |
| 2         | Canada        | 0   | 2       | 1      | 3      |
| 4         | Messico       | 0   | 1       | 0      | 1      |
| 5         | Gran Bretagna | 0   | 0       | 2      | 2      |
| 5         | Italia        | 0   | 0       | 2      | 2      |
| 7         | Germania      | 0   | 0       | 1      | 1      |
| 7         | Malaysia      | 0   | 0       | 1      | 1      |
| Totale    | Totale        | 8   | 8       | 8      | 24     |